# My Favorite Things (album)
Cet article concerne l'album de John Coltrane. Pour la chanson de Richard Rodgers et Oscar Hammerstein II, voir My Favorite Things.
Albums de John Coltrane
Coltrane Jazz
(1960) Coltrane Plays the Blues
(1960)
My Favorite Things est un album de John Coltrane sorti en 1961.

« C'est cette My Favorite Things qui est, de tous ceux que nous avons enregistrés, mon morceau préféré. Je ne pense pas que j'aimerais le refaire d'une autre façon, alors que tous les autres disques que j'ai faits auraient pu être améliorés par quelques détails. Cette valse est fantastique : lorsqu'on la joue lentement, elle a un côté gospel qui n'est pas du tout déplaisant; lorsqu'on la joue rapidement, elle possède aussi certaines qualités indéniables. C'est très intéressant à découvrir, un terrain qui se renouvelle selon l'impulsion qu'on lui donne ; c'est d'ailleurs la raison pour laquelle nous ne jouons pas cet air toujours sur le même tempo. »

— John Coltrane, Entretien avec François Postif publié par Jazz Hot en janvier 1962

## Titres
Face 1
| No | Titre                     | Musique                               | Durée |
| -- | ------------------------- | ------------------------------------- | ----- |
| 1. | My Favorite Things        | Richard Rodgers, Oscar Hammerstein II | 13:47 |
| 2. | Ev'ry Time We Say Goodbye | Cole Porter                           | 5:43  |

Face 2
| No | Titre          | Musique                       | Durée |
| -- | -------------- | ----------------------------- | ----- |
| 3. | Summertime     | George Gershwin               | 11:37 |
| 4. | But Not for Me | George Gershwin, Ira Gershwin | 9:35  |

## Musiciens
- John Coltrane : Saxophone soprano (première face), saxophone ténor (seconde face)
- McCoy Tyner : Piano
- Steve Davis : Contrebasse
- Elvin Jones : Batterie

## Apports de l'album
My Favorite Things marque les débuts du nouveau groupe de John Coltrane, et notamment de sa collaboration avec McCoy Tyner et Elvin Jones, qui reste pour de nombreux critiques et amateurs l'une des meilleures de l'histoire du jazz.
Les sessions qui ont donné naissance à cet album furent particulièrement riches. Elles donnèrent matière à deux autres albums du groupe : Coltrane's Sound et Coltrane Plays the Blues.
Le morceau titre est une interprétation modale du standard de Richard Rodgers et Oscar Hammerstein, My Favorite Things, tiré de la comédie musicale The Sound of Music (La Mélodie du bonheur en français). Il prolonge les innovations du Kind of Blue de Miles Davis en proposant de longues plages modales, alternant en majeur et mineur, et où Coltrane joue du saxophone soprano. C'est un tournant dans l'histoire de cet instrument, qui tombait alors en désuétude dans l'univers du jazz, et que Steve Lacy était encore l'un des seuls à jouer. C'est peut-être ce dernier qui donne l'idée à Coltrane d'utiliser cet instrument. Miles Davis, qui lui a offert un soprano, revendique lui aussi le fait que Coltrane ait commencé à en jouer. Aucune des deux hypothèses n'est pourtant avérée, selon Lewis Porter dans sa biographie. My Favorite Things aura une influence déterminante sur l'avenir du saxophone soprano, que beaucoup de musiciens, tels Bill Dixon, redécouvrent alors, loin des standards de Sidney Bechet,.
Mais c'est surtout un bond en avant dans les conceptions modales, en termes de liberté et d'expressivité du soliste[réf. nécessaire]. Ses conceptions plus circulaires de l'improvisation rapprochent son travail de celui de certains musiciens orientaux, comme Ravi Shankar, une de ses influences avouées : il s'affranchit ici des grilles d'accords encore présentes sur Kind of Blue, en improvisant sur de courts motifs que la rythmique répète jusqu'à ce que le soliste décide de reprendre le thème. Il faut aussi souligner la façon dont Elvin Jones interagit avec Coltrane : elle évite toute monotonie.
Son interprétation de Everytime We Say Goodbye, une ballade, est plus classique, même si l'utilisation du soprano donne au titre une couleur particulière.
Par contre, les interprétations des standards de la seconde face sont très personnelles : Coltrane prend ses distances vis-à-vis du thème de Summertime, joué de façon peu orthodoxe. Il réharmonise ensuite But Not for Me en appliquant les trouvailles harmoniques de Giant Steps.

## Utilisations du morceauMy Favorite Thingsdans l'art
La postérité du thème ne se limite pas au seul monde du jazz : des guitaristes comme Robbie Krieger, Carlos Santana ou plus récemment Derek Trucks ont cité la mélodie dans certaines de leurs longues improvisations modales. Le groupe de musique bretonne Skolvan l'a adapté pour son album Cheñchet n'eus an amzer sorti en 2000. Le titre est un succès et est fréquemment diffusé à la radio. Il sera repris beaucoup plus tard par Björk dans le film Dancer in the Dark, film de Lars von Trier sorti en 2000.
Au-delà du monde musical, le chorégraphe de danse contemporaine, Emanuel Gat, crée et danse, en 2007, un solo remarqué sur le morceau phare de Coltrane. Dans la littérature, My favorite Things est fréquemment cité dans le roman Kafka sur le rivage d'Haruki Murakami et accompagne, dans son baladeur, le principal protagoniste tout au long de l'histoire.